# Resolució 926 del Consell de Seguretat de les Nacions Unides
La Resolució 926 del Consell de Seguretat de les Nacions Unides fou adoptada per unanimitat el 13 de juny de 1994. Després de reafirmar la resolució 915 (1994), el Consell elogia els treballs del Grup Observador de la Franja d'Aouzou de les Nacions Unides (UNASOG) i la cooperació de Líbia i Txad i va decidir, amb efecte immediat, rescindir la missió de la UNASOG a la Franja d'Aouzou.